# Mountelgonia urundiensis
Mountelgonia urundiensis is een vlinder uit de familie van de Metarbelidae. De wetenschappelijke naam van de soort is voor het eerst gepubliceerd in 2013 door Ingo Lehmann.
De spanwijdte bedraagt 21 millimeter.
De soort komt voor in Burundi.